# Liste des anciennes communes de l'Orne
Cette page a pour objectif de retracer toutes les modifications communales dans le département de l'Orne : les anciennes communes qui ont existé depuis la Révolution française, ainsi que les créations, les modifications officielles de nom, ainsi que les échanges de territoires entre communes.
Le maillage extrêmement fin de la trame communale décidée à l'époque révolutionnaire (comme dans toute la Normandie) a permis de lister un grand nombre de communes dans le département. L'exode rural cumulé à la proximité géographique de nombre de villages entre eux a conduit à un rapprochement en deux temps principalement : d'abord dès les années 1810-1830, avec la fusion de communes de très petite taille (moins de 50 habitants parfois, comme Les Authieux-au-Houlme ou encore Tertu). Cette phase sera suivie d'une longue période de stabilité où le nombre de rapprochements sera très limité et où on observera même une petite poignée de créations à l'image de Bagnoles-de-l'Orne au début du XXe siècle. La loi Marcellin dans les années 1970 n'aura rigoureusement aucun impact dans ce département. En revanche la loi Notre en 2010 fera beaucoup d'émules, le département étant même plutôt considéré comme précurseur dès 2014 : près de 150 communes vont se regrouper en 31 communes nouvelles. Certaines d'entre elles ont fédéré un grand nombre de petites communes autour d'un pôle rural : une dizaine de communes se sont associées pour former Tourouvre-au-Perche ou La Ferté-en-Ouche, la palme revenant à Gouffern en Auge (avec 14 communes).
Le nombre de communes passe ainsi de 624 communes en 1800, à 518 en 1840, un nombre qui va rester relativement stable puisqu'en 1990, on dénombrait encore 507 communes. Aujourd'hui le département compte 381 communes (au 1er janvier 2025).

## Transferts vers un autre département
La limite du département, au Sud-Ouest, avec le département de la Mayenne, peu cohérente, coupant des villages en deux, a été rectifiée en deux étapes, en 1824 puis en 1831.
| Département d'origine | Département de rattachement | Communes concernées                                                                         | Date (et nature) de la décision             |
| --------------------- | --------------------------- | ------------------------------------------------------------------------------------------- | ------------------------------------------- |
| ORNE                  | MAYENNE                     | Lesbois, Brétignolles, Le Housseau, Melleray, Rennes-en-Grenouilles et Sainte-Marie-du-Bois | 30 mars 1831 (Loi) 5 août 1832 (Ordonnance) |
| MAYENNE               | ORNE                        | Ceaucé, La Chapelle-Moche et Saint-Fraimbault-sur-Pisse                                     | 30 mars 1831 (Loi) 5 août 1832 (Ordonnance) |
| MAYENNE               | ORNE                        | Étrigé, Geneslay et Tessé-Froulay                                                           | 30 mars 1831 (Loi) 5 août 1832 (Ordonnance) |
| ORNE                  | MAYENNE                     | Madré                                                                                       | 21 juillet 1824 (Loi)                       |
| MAYENNE               | ORNE                        | Saint-Denis-de-Villenette                                                                   | 21 juillet 1824 (Loi)                       |

## Fusions
| Nom de la nouvelle commune          | Communes réunies                                       | Régime                                                         | Date (et nature) de la décision                      | Date d'effet                       |
| ----------------------------------- | ------------------------------------------------------ | -------------------------------------------------------------- | ---------------------------------------------------- | ---------------------------------- |
| Merlerault-le-Pin                   | Le Merlerault                                          | commune nouvelle (avec communes déléguées)                     | 13 septembre 2024 (Arrêté)                           | 1er janvier 2025                   |
| Merlerault-le-Pin                   | Les Authieux-du-Puits                                  | commune nouvelle (avec communes déléguées)                     | 13 septembre 2024 (Arrêté)                           | 1er janvier 2025                   |
| Merlerault-le-Pin                   | La Genevraie                                           | commune nouvelle (avec communes déléguées)                     | 13 septembre 2024 (Arrêté)                           | 1er janvier 2025                   |
| Merlerault-le-Pin                   | Godisson                                               | commune nouvelle (avec communes déléguées)                     | 13 septembre 2024 (Arrêté)                           | 1er janvier 2025                   |
| Merlerault-le-Pin                   | Nonant-le-Pin                                          | commune nouvelle (avec communes déléguées)                     | 13 septembre 2024 (Arrêté)                           | 1er janvier 2025                   |
| Mortrée                             | Mortrée                                                | commune nouvelle (avec communes déléguées)                     | 28 septembre 2018 (Arrêté) 12 novembre 2018 (Arrêté) | 1er janvier 2019                   |
| Mortrée                             | Saint-Hilaire-la-Gérard                                | commune nouvelle (avec communes déléguées)                     | 28 septembre 2018 (Arrêté) 12 novembre 2018 (Arrêté) | 1er janvier 2019                   |
| L'Orée-d'Écouves                    | Livaie                                                 | commune nouvelle (avec communes déléguées)                     | 10 juillet 2018 (Arrêté) 8 octobre 2018 (Arrêté)     | 1er janvier 2019                   |
| L'Orée-d'Écouves                    | Fontenai-les-Louvets                                   | commune nouvelle (avec communes déléguées)                     | 10 juillet 2018 (Arrêté) 8 octobre 2018 (Arrêté)     | 1er janvier 2019                   |
| L'Orée-d'Écouves                    | Longuenoë                                              | commune nouvelle (avec communes déléguées)                     | 10 juillet 2018 (Arrêté) 8 octobre 2018 (Arrêté)     | 1er janvier 2019                   |
| L'Orée-d'Écouves                    | Saint-Didier-sous-Écouves                              | commune nouvelle (avec communes déléguées)                     | 10 juillet 2018 (Arrêté) 8 octobre 2018 (Arrêté)     | 1er janvier 2019                   |
| Monts-sur-Orne                      | Goulet                                                 | commune nouvelle (avec communes déléguées)                     | 18 décembre 2017 (Arrêté)                            | 1er janvier 2018                   |
| Monts-sur-Orne                      | Montgaroult                                            | commune nouvelle (avec communes déléguées)                     | 18 décembre 2017 (Arrêté)                            | 1er janvier 2018                   |
| Monts-sur-Orne                      | Sentilly                                               | commune nouvelle (avec communes déléguées)                     | 18 décembre 2017 (Arrêté)                            | 1er janvier 2018                   |
| Écouché-les-Vallées                 | Écouché-les-Vallées                                    | commune nouvelle (avec 7 communes déléguées)                   | 15 décembre 2017 (Arrêté)                            | 1er janvier 2018                   |
| Écouché-les-Vallées                 | Fontenai-sur-Orne                                      | commune nouvelle (avec 7 communes déléguées)                   | 15 décembre 2017 (Arrêté)                            | 1er janvier 2018                   |
| Charencey                           | Saint-Maurice-lès-Charencey                            | commune nouvelle (avec communes déléguées)                     | 22 septembre 2017 (Arrêté)                           | 1er janvier 2018                   |
| Charencey                           | Moussonvilliers                                        | commune nouvelle (avec communes déléguées)                     | 22 septembre 2017 (Arrêté)                           | 1er janvier 2018                   |
| Charencey                           | Normandel                                              | commune nouvelle (avec communes déléguées)                     | 22 septembre 2017 (Arrêté)                           | 1er janvier 2018                   |
| Gouffern en Auge                    | Silly-en-Gouffern                                      | commune nouvelle (avec communes déléguées)                     | 6 octobre 2016 (Arrêté)                              | 1er janvier 2017                   |
| Gouffern en Auge                    | Aubry-en-Exmes                                         | commune nouvelle (avec communes déléguées)                     | 6 octobre 2016 (Arrêté)                              | 1er janvier 2017                   |
| Gouffern en Auge                    | Avernes-sous-Exmes                                     | commune nouvelle (avec communes déléguées)                     | 6 octobre 2016 (Arrêté)                              | 1er janvier 2017                   |
| Gouffern en Auge                    | Le Bourg-Saint-Léonard                                 | commune nouvelle (avec communes déléguées)                     | 6 octobre 2016 (Arrêté)                              | 1er janvier 2017                   |
| Gouffern en Auge                    | Chambois                                               | commune nouvelle (avec communes déléguées)                     | 6 octobre 2016 (Arrêté)                              | 1er janvier 2017                   |
| Gouffern en Auge                    | La Cochère                                             | commune nouvelle (avec communes déléguées)                     | 6 octobre 2016 (Arrêté)                              | 1er janvier 2017                   |
| Gouffern en Auge                    | Courménil                                              | commune nouvelle (avec communes déléguées)                     | 6 octobre 2016 (Arrêté)                              | 1er janvier 2017                   |
| Gouffern en Auge                    | Exmes                                                  | commune nouvelle (avec communes déléguées)                     | 6 octobre 2016 (Arrêté)                              | 1er janvier 2017                   |
| Gouffern en Auge                    | Fel                                                    | commune nouvelle (avec communes déléguées)                     | 6 octobre 2016 (Arrêté)                              | 1er janvier 2017                   |
| Gouffern en Auge                    | Omméel                                                 | commune nouvelle (avec communes déléguées)                     | 6 octobre 2016 (Arrêté)                              | 1er janvier 2017                   |
| Gouffern en Auge                    | Saint-Pierre-la-Rivière                                | commune nouvelle (avec communes déléguées)                     | 6 octobre 2016 (Arrêté)                              | 1er janvier 2017                   |
| Gouffern en Auge                    | Survie                                                 | commune nouvelle (avec communes déléguées)                     | 6 octobre 2016 (Arrêté)                              | 1er janvier 2017                   |
| Gouffern en Auge                    | Urou-et-Crennes                                        | commune nouvelle (avec communes déléguées)                     | 6 octobre 2016 (Arrêté)                              | 1er janvier 2017                   |
| Gouffern en Auge                    | Villebadin                                             | commune nouvelle (avec communes déléguées)                     | 6 octobre 2016 (Arrêté)                              | 1er janvier 2017                   |
| Belforêt-en-Perche                  | Le Gué-de-la-Chaîne                                    | commune nouvelle (avec communes déléguées)                     | 8 août 2016 (Arrêté)                                 | 1er janvier 2017                   |
| Belforêt-en-Perche                  | Eperrais                                               | commune nouvelle (avec communes déléguées)                     | 8 août 2016 (Arrêté)                                 | 1er janvier 2017                   |
| Belforêt-en-Perche                  | Origny-le-Butin                                        | commune nouvelle (avec communes déléguées)                     | 8 août 2016 (Arrêté)                                 | 1er janvier 2017                   |
| Belforêt-en-Perche                  | La Perrière                                            | commune nouvelle (avec communes déléguées)                     | 8 août 2016 (Arrêté)                                 | 1er janvier 2017                   |
| Belforêt-en-Perche                  | Saint-Ouen-de-la-Cour                                  | commune nouvelle (avec communes déléguées)                     | 8 août 2016 (Arrêté)                                 | 1er janvier 2017                   |
| Belforêt-en-Perche                  | Sérigny                                                | commune nouvelle (avec communes déléguées)                     | 8 août 2016 (Arrêté)                                 | 1er janvier 2017                   |
| La Ferté Macé                       | La Ferté-Macé                                          | commune nouvelle (avec 1 commune déléguée : Antoigny)          | 12 janvier 2016 (Arrêté)                             | 12 janvier 2016                    |
| La Ferté Macé                       | Antoigny                                               | commune nouvelle (avec 1 commune déléguée : Antoigny)          | 12 janvier 2016 (Arrêté)                             | 12 janvier 2016                    |
| Juvigny Val d'Andaine               | Juvigny-sous-Andaine                                   | commune nouvelle (avec communes déléguées)                     | 28 décembre 2015 (Arrêté)                            | 1er janvier 2016                   |
| Juvigny Val d'Andaine               | La Baroche-sous-Lucé                                   | commune nouvelle (avec communes déléguées)                     | 28 décembre 2015 (Arrêté)                            | 1er janvier 2016                   |
| Juvigny Val d'Andaine               | Beaulandais                                            | commune nouvelle (avec communes déléguées)                     | 28 décembre 2015 (Arrêté)                            | 1er janvier 2016                   |
| Juvigny Val d'Andaine               | Loré                                                   | commune nouvelle (avec communes déléguées)                     | 28 décembre 2015 (Arrêté)                            | 1er janvier 2016                   |
| Juvigny Val d'Andaine               | Lucé                                                   | commune nouvelle (avec communes déléguées)                     | 28 décembre 2015 (Arrêté)                            | 1er janvier 2016                   |
| Juvigny Val d'Andaine               | Saint-Denis-de-Villenette                              | commune nouvelle (avec communes déléguées)                     | 28 décembre 2015 (Arrêté)                            | 1er janvier 2016                   |
| Juvigny Val d'Andaine               | Sept-Forges                                            | commune nouvelle (avec communes déléguées)                     | 28 décembre 2015 (Arrêté)                            | 1er janvier 2016                   |
| Passais Villages                    | Passais-la-Conception                                  |                                                                | 28 décembre 2015 (Arrêté)                            | 1er janvier 2016                   |
| Passais Villages                    | L'Épinay-le-Comte                                      |                                                                | 28 décembre 2015 (Arrêté)                            | 1er janvier 2016                   |
| Passais Villages                    | Saint-Siméon                                           |                                                                | 28 décembre 2015 (Arrêté)                            | 1er janvier 2016                   |
| Chailloué                           | Chailloué                                              | commune nouvelle (avec communes déléguées)                     | 21 décembre 2015 (Arrêté)                            | 1er janvier 2016                   |
| Chailloué                           | Marmouillé                                             | commune nouvelle (avec communes déléguées)                     | 21 décembre 2015 (Arrêté)                            | 1er janvier 2016                   |
| Chailloué                           | Neuville-près-Sées                                     | commune nouvelle (avec communes déléguées)                     | 21 décembre 2015 (Arrêté)                            | 1er janvier 2016                   |
| Domfront en Poiraie                 | Domfront                                               | commune nouvelle (avec communes déléguées)                     | 21 décembre 2015 (Arrêté)                            | 1er janvier 2016                   |
| Domfront en Poiraie                 | La Haute-Chapelle                                      | commune nouvelle (avec communes déléguées)                     | 21 décembre 2015 (Arrêté)                            | 1er janvier 2016                   |
| Domfront en Poiraie                 | Rouellé                                                | commune nouvelle (avec communes déléguées)                     | 21 décembre 2015 (Arrêté)                            | 1er janvier 2016                   |
| Tourouvre au Perche                 | Tourouvre                                              | commune nouvelle (avec communes déléguées)                     | 21 décembre 2015 (Arrêté)                            | 1er janvier 2016                   |
| Tourouvre au Perche                 | Autheuil                                               | commune nouvelle (avec communes déléguées)                     | 21 décembre 2015 (Arrêté)                            | 1er janvier 2016                   |
| Tourouvre au Perche                 | Bivilliers                                             | commune nouvelle (avec communes déléguées)                     | 21 décembre 2015 (Arrêté)                            | 1er janvier 2016                   |
| Tourouvre au Perche                 | Bresolettes                                            | commune nouvelle (avec communes déléguées)                     | 21 décembre 2015 (Arrêté)                            | 1er janvier 2016                   |
| Tourouvre au Perche                 | Bubertré                                               | commune nouvelle (avec communes déléguées)                     | 21 décembre 2015 (Arrêté)                            | 1er janvier 2016                   |
| Tourouvre au Perche                 | Champs                                                 | commune nouvelle (avec communes déléguées)                     | 21 décembre 2015 (Arrêté)                            | 1er janvier 2016                   |
| Tourouvre au Perche                 | Lignerolles                                            | commune nouvelle (avec communes déléguées)                     | 21 décembre 2015 (Arrêté)                            | 1er janvier 2016                   |
| Tourouvre au Perche                 | La Poterie-au-Perche                                   | commune nouvelle (avec communes déléguées)                     | 21 décembre 2015 (Arrêté)                            | 1er janvier 2016                   |
| Tourouvre au Perche                 | Prépotin                                               | commune nouvelle (avec communes déléguées)                     | 21 décembre 2015 (Arrêté)                            | 1er janvier 2016                   |
| Tourouvre au Perche                 | Randonnai                                              | commune nouvelle (avec communes déléguées)                     | 21 décembre 2015 (Arrêté)                            | 1er janvier 2016                   |
| Athis-Val de Rouvre                 | Athis-de-l'Orne                                        | commune nouvelle (avec communes déléguées)                     | 16 décembre 2015 (Arrêté)                            | 1er janvier 2016                   |
| Athis-Val de Rouvre                 | Bréel                                                  | commune nouvelle (avec communes déléguées)                     | 16 décembre 2015 (Arrêté)                            | 1er janvier 2016                   |
| Athis-Val de Rouvre                 | La Carneille                                           | commune nouvelle (avec communes déléguées)                     | 16 décembre 2015 (Arrêté)                            | 1er janvier 2016                   |
| Athis-Val de Rouvre                 | Notre-Dame-du-Rocher                                   | commune nouvelle (avec communes déléguées)                     | 16 décembre 2015 (Arrêté)                            | 1er janvier 2016                   |
| Athis-Val de Rouvre                 | Ronfeugerai                                            | commune nouvelle (avec communes déléguées)                     | 16 décembre 2015 (Arrêté)                            | 1er janvier 2016                   |
| Athis-Val de Rouvre                 | Ségrie-Fontaine                                        | commune nouvelle (avec communes déléguées)                     | 16 décembre 2015 (Arrêté)                            | 1er janvier 2016                   |
| Athis-Val de Rouvre                 | Taillebois                                             | commune nouvelle (avec communes déléguées)                     | 16 décembre 2015 (Arrêté)                            | 1er janvier 2016                   |
| Athis-Val de Rouvre                 | Les Tourailles                                         | commune nouvelle (avec communes déléguées)                     | 16 décembre 2015 (Arrêté)                            | 1er janvier 2016                   |
| Cour-Maugis sur Huisne              | Boissy-Maugis                                          | commune nouvelle (SANS communes déléguées)                     | 16 décembre 2015 (Arrêté)                            | 1er janvier 2016                   |
| Cour-Maugis sur Huisne              | Courcerault                                            | commune nouvelle (SANS communes déléguées)                     | 16 décembre 2015 (Arrêté)                            | 1er janvier 2016                   |
| Cour-Maugis sur Huisne              | Maison-Maugis                                          | commune nouvelle (SANS communes déléguées)                     | 16 décembre 2015 (Arrêté)                            | 1er janvier 2016                   |
| Cour-Maugis sur Huisne              | Saint-Maurice-sur-Huisne                               | commune nouvelle (SANS communes déléguées)                     | 16 décembre 2015 (Arrêté)                            | 1er janvier 2016                   |
| Longny les Villages                 | Longny-au-Perche                                       | commune nouvelle (avec communes déléguées)                     | 16 décembre 2015 (Arrêté)                            | 1er janvier 2016                   |
| Longny les Villages                 | La Lande-sur-Eure                                      | commune nouvelle (avec communes déléguées)                     | 16 décembre 2015 (Arrêté)                            | 1er janvier 2016                   |
| Longny les Villages                 | Malétable                                              | commune nouvelle (avec communes déléguées)                     | 16 décembre 2015 (Arrêté)                            | 1er janvier 2016                   |
| Longny les Villages                 | Marchainville                                          | commune nouvelle (avec communes déléguées)                     | 16 décembre 2015 (Arrêté)                            | 1er janvier 2016                   |
| Longny les Villages                 | Monceaux-au-Perche                                     | commune nouvelle (avec communes déléguées)                     | 16 décembre 2015 (Arrêté)                            | 1er janvier 2016                   |
| Longny les Villages                 | Moulicent                                              | commune nouvelle (avec communes déléguées)                     | 16 décembre 2015 (Arrêté)                            | 1er janvier 2016                   |
| Longny les Villages                 | Neuilly-sur-Eure                                       | commune nouvelle (avec communes déléguées)                     | 16 décembre 2015 (Arrêté)                            | 1er janvier 2016                   |
| Longny les Villages                 | Saint-Victor-de-Réno                                   | commune nouvelle (avec communes déléguées)                     | 16 décembre 2015 (Arrêté)                            | 1er janvier 2016                   |
| Rives d'Andaine                     | La Chapelle-d'Andaine                                  | commune nouvelle (avec communes déléguées)                     | 16 décembre 2015 (Arrêté)                            | 1er janvier 2016                   |
| Rives d'Andaine                     | Couterne                                               | commune nouvelle (avec communes déléguées)                     | 16 décembre 2015 (Arrêté)                            | 1er janvier 2016                   |
| Rives d'Andaine                     | Geneslay                                               | commune nouvelle (avec communes déléguées)                     | 16 décembre 2015 (Arrêté)                            | 1er janvier 2016                   |
| Rives d'Andaine                     | Haleine                                                | commune nouvelle (avec communes déléguées)                     | 16 décembre 2015 (Arrêté)                            | 1er janvier 2016                   |
| Putanges-le-Lac                     | Putanges-Pont-Écrepin                                  | commune nouvelle (avec communes déléguées)                     | 26 novembre 2015 (Arrêté)                            | 1er janvier 2016                   |
| Putanges-le-Lac                     | Chênedouit                                             | commune nouvelle (avec communes déléguées)                     | 26 novembre 2015 (Arrêté)                            | 1er janvier 2016                   |
| Putanges-le-Lac                     | La Forêt-Auvray                                        | commune nouvelle (avec communes déléguées)                     | 26 novembre 2015 (Arrêté)                            | 1er janvier 2016                   |
| Putanges-le-Lac                     | La Fresnaye-au-Sauvage                                 | commune nouvelle (avec communes déléguées)                     | 26 novembre 2015 (Arrêté)                            | 1er janvier 2016                   |
| Putanges-le-Lac                     | Ménil-Jean                                             | commune nouvelle (avec communes déléguées)                     | 26 novembre 2015 (Arrêté)                            | 1er janvier 2016                   |
| Putanges-le-Lac                     | Rabodanges                                             | commune nouvelle (avec communes déléguées)                     | 26 novembre 2015 (Arrêté)                            | 1er janvier 2016                   |
| Putanges-le-Lac                     | Les Rotours                                            | commune nouvelle (avec communes déléguées)                     | 26 novembre 2015 (Arrêté)                            | 1er janvier 2016                   |
| Putanges-le-Lac                     | Saint-Aubert-sur-Orne                                  | commune nouvelle (avec communes déléguées)                     | 26 novembre 2015 (Arrêté)                            | 1er janvier 2016                   |
| Putanges-le-Lac                     | Sainte-Croix-sur-Orne                                  | commune nouvelle (avec communes déléguées)                     | 26 novembre 2015 (Arrêté)                            | 1er janvier 2016                   |
| Sap-en-Auge                         | Le Sap                                                 | commune nouvelle (avec communes déléguées)                     | 26 novembre 2015 (Arrêté)                            | 1er janvier 2016                   |
| Sap-en-Auge                         | Orville                                                | commune nouvelle (avec communes déléguées)                     | 26 novembre 2015 (Arrêté)                            | 1er janvier 2016                   |
| Bagnoles de l'Orne Normandie        | Bagnoles-de-l'Orne                                     | commune nouvelle (avec communes déléguées)                     | 18 novembre 2015 (Arrêté)                            | 1er janvier 2016                   |
| Bagnoles de l'Orne Normandie        | Saint-Michel-des-Andaines                              | commune nouvelle (avec communes déléguées)                     | 18 novembre 2015 (Arrêté)                            | 1er janvier 2016                   |
| Écouché-les-Vallées                 | Écouché                                                | commune nouvelle (avec communes déléguées)                     | 26 octobre 2015 (Arrêté)                             | 1er janvier 2016                   |
| Écouché-les-Vallées                 | Batilly                                                | commune nouvelle (avec communes déléguées)                     | 26 octobre 2015 (Arrêté)                             | 1er janvier 2016                   |
| Écouché-les-Vallées                 | La Courbe                                              | commune nouvelle (avec communes déléguées)                     | 26 octobre 2015 (Arrêté)                             | 1er janvier 2016                   |
| Écouché-les-Vallées                 | Loucé                                                  | commune nouvelle (avec communes déléguées)                     | 26 octobre 2015 (Arrêté)                             | 1er janvier 2016                   |
| Écouché-les-Vallées                 | Saint-Ouen-sur-Maire                                   | commune nouvelle (avec communes déléguées)                     | 26 octobre 2015 (Arrêté)                             | 1er janvier 2016                   |
| Écouché-les-Vallées                 | Serans                                                 | commune nouvelle (avec communes déléguées)                     | 26 octobre 2015 (Arrêté)                             | 1er janvier 2016                   |
| La Ferté-en-Ouche                   | La Ferté-Frênel                                        | commune nouvelle (avec communes déléguées)                     | 26 octobre 2015 (Arrêté)                             | 1er janvier 2016                   |
| La Ferté-en-Ouche                   | Anceins                                                | commune nouvelle (avec communes déléguées)                     | 26 octobre 2015 (Arrêté)                             | 1er janvier 2016                   |
| La Ferté-en-Ouche                   | Bocquencé                                              | commune nouvelle (avec communes déléguées)                     | 26 octobre 2015 (Arrêté)                             | 1er janvier 2016                   |
| La Ferté-en-Ouche                   | Couvains                                               | commune nouvelle (avec communes déléguées)                     | 26 octobre 2015 (Arrêté)                             | 1er janvier 2016                   |
| La Ferté-en-Ouche                   | Gauville                                               | commune nouvelle (avec communes déléguées)                     | 26 octobre 2015 (Arrêté)                             | 1er janvier 2016                   |
| La Ferté-en-Ouche                   | Glos-la-Ferrière                                       | commune nouvelle (avec communes déléguées)                     | 26 octobre 2015 (Arrêté)                             | 1er janvier 2016                   |
| La Ferté-en-Ouche                   | Heugon                                                 | commune nouvelle (avec communes déléguées)                     | 26 octobre 2015 (Arrêté)                             | 1er janvier 2016                   |
| La Ferté-en-Ouche                   | Monnai                                                 | commune nouvelle (avec communes déléguées)                     | 26 octobre 2015 (Arrêté)                             | 1er janvier 2016                   |
| La Ferté-en-Ouche                   | Saint-Nicolas-des-Laitiers                             | commune nouvelle (avec communes déléguées)                     | 26 octobre 2015 (Arrêté)                             | 1er janvier 2016                   |
| La Ferté-en-Ouche                   | Villers-en-Ouche                                       | commune nouvelle (avec communes déléguées)                     | 26 octobre 2015 (Arrêté)                             | 1er janvier 2016                   |
| Écouves                             | Radon                                                  | commune nouvelle (SANS communes déléguées depuis le 8-12-2016) | 29 septembre 2015 (Arrêté)                           | 1er janvier 2016                   |
| Écouves                             | Forges                                                 | commune nouvelle (SANS communes déléguées depuis le 8-12-2016) | 29 septembre 2015 (Arrêté)                           | 1er janvier 2016                   |
| Écouves                             | Vingt-Hanaps                                           | commune nouvelle (SANS communes déléguées depuis le 8-12-2016) | 29 septembre 2015 (Arrêté)                           | 1er janvier 2016                   |
| Les Monts d'Andaine                 | La Sauvagère                                           | commune nouvelle (avec communes déléguées)                     | 29 septembre 2015 (Arrêté)                           | 1er janvier 2016                   |
| Les Monts d'Andaine                 | Saint-Maurice-du-Désert                                | commune nouvelle (avec communes déléguées)                     | 29 septembre 2015 (Arrêté)                           | 1er janvier 2016                   |
| Perche en Nocé                      | Nocé                                                   | commune nouvelle (avec communes déléguées)                     | 25 septembre 2015 (Arrêté)                           | 1er janvier 2016                   |
| Perche en Nocé                      | Colonard-Corubert                                      | commune nouvelle (avec communes déléguées)                     | 25 septembre 2015 (Arrêté)                           | 1er janvier 2016                   |
| Perche en Nocé                      | Dancé                                                  | commune nouvelle (avec communes déléguées)                     | 25 septembre 2015 (Arrêté)                           | 1er janvier 2016                   |
| Perche en Nocé                      | Préaux-du-Perche                                       | commune nouvelle (avec communes déléguées)                     | 25 septembre 2015 (Arrêté)                           | 1er janvier 2016                   |
| Perche en Nocé                      | Saint-Aubin-des-Grois                                  | commune nouvelle (avec communes déléguées)                     | 25 septembre 2015 (Arrêté)                           | 1er janvier 2016                   |
| Perche en Nocé                      | Saint-Jean-de-la-Forêt                                 | commune nouvelle (avec communes déléguées)                     | 25 septembre 2015 (Arrêté)                           | 1er janvier 2016                   |
| Sablons sur Huisne                  | Condé-sur-Huisne                                       | commune nouvelle (avec communes déléguées)                     | 25 septembre 2015 (Arrêté)                           | 1er janvier 2016                   |
| Sablons sur Huisne                  | Condeau                                                | commune nouvelle (avec communes déléguées)                     | 25 septembre 2015 (Arrêté)                           | 1er janvier 2016                   |
| Sablons sur Huisne                  | Coulonges-les-Sablons                                  | commune nouvelle (avec communes déléguées)                     | 25 septembre 2015 (Arrêté)                           | 1er janvier 2016                   |
| Val-au-Perche                       | Le Theil                                               | commune nouvelle (avec communes déléguées)                     | 25 septembre 2015 (Arrêté)                           | 1er janvier 2016                   |
| Val-au-Perche                       | Gémages                                                | commune nouvelle (avec communes déléguées)                     | 25 septembre 2015 (Arrêté)                           | 1er janvier 2016                   |
| Val-au-Perche                       | L'Hermitière                                           | commune nouvelle (avec communes déléguées)                     | 25 septembre 2015 (Arrêté)                           | 1er janvier 2016                   |
| Val-au-Perche                       | Mâle                                                   | commune nouvelle (avec communes déléguées)                     | 25 septembre 2015 (Arrêté)                           | 1er janvier 2016                   |
| Val-au-Perche                       | La Rouge                                               | commune nouvelle (avec communes déléguées)                     | 25 septembre 2015 (Arrêté)                           | 1er janvier 2016                   |
| Val-au-Perche                       | Saint-Agnan-sur-Erre                                   | commune nouvelle (avec communes déléguées)                     | 25 septembre 2015 (Arrêté)                           | 1er janvier 2016                   |
| Rémalard en Perche                  | Rémalard                                               | commune nouvelle (SANS communes déléguées)                     | 21 septembre 2015 (Arrêté)                           | 1er janvier 2016                   |
| Rémalard en Perche                  | Bellou-sur-Huisne                                      | commune nouvelle (SANS communes déléguées)                     | 21 septembre 2015 (Arrêté)                           | 1er janvier 2016                   |
| Rémalard en Perche                  | Dorceau                                                | commune nouvelle (SANS communes déléguées)                     | 21 septembre 2015 (Arrêté)                           | 1er janvier 2016                   |
| Boischampré                         | Saint-Christophe-le-Jajolet                            | commune nouvelle (avec communes déléguées)                     | 23 décembre 2014 (Arrêté)                            | 1er janvier 2015                   |
| Boischampré                         | Marcei                                                 | commune nouvelle (avec communes déléguées)                     | 23 décembre 2014 (Arrêté)                            | 1er janvier 2015                   |
| Boischampré                         | Saint-Loyer-des-Champs                                 | commune nouvelle (avec communes déléguées)                     | 23 décembre 2014 (Arrêté)                            | 1er janvier 2015                   |
| Boischampré                         | Vrigny                                                 | commune nouvelle (avec communes déléguées)                     | 23 décembre 2014 (Arrêté)                            | 1er janvier 2015                   |
| Montsecret-Clairefougère            | Montsecret                                             | commune nouvelle (avec communes déléguées)                     | 23 décembre 2014 (Arrêté)                            | 1er janvier 2015                   |
| Montsecret-Clairefougère            | Clairefougère                                          | commune nouvelle (avec communes déléguées)                     | 23 décembre 2014 (Arrêté)                            | 1er janvier 2015                   |
| Tinchebray-Bocage                   | Tinchebray                                             | commune nouvelle (avec communes déléguées)                     | 23 décembre 2014 (Arrêté)                            | 1er janvier 2015                   |
| Tinchebray-Bocage                   | Beauchêne                                              | commune nouvelle (avec communes déléguées)                     | 23 décembre 2014 (Arrêté)                            | 1er janvier 2015                   |
| Tinchebray-Bocage                   | Frênes                                                 | commune nouvelle (avec communes déléguées)                     | 23 décembre 2014 (Arrêté)                            | 1er janvier 2015                   |
| Tinchebray-Bocage                   | Larchamp                                               | commune nouvelle (avec communes déléguées)                     | 23 décembre 2014 (Arrêté)                            | 1er janvier 2015                   |
| Tinchebray-Bocage                   | Saint-Cornier-des-Landes                               | commune nouvelle (avec communes déléguées)                     | 23 décembre 2014 (Arrêté)                            | 1er janvier 2015                   |
| Tinchebray-Bocage                   | Saint-Jean-des-Bois                                    | commune nouvelle (avec communes déléguées)                     | 23 décembre 2014 (Arrêté)                            | 1er janvier 2015                   |
| Tinchebray-Bocage                   | Yvrandes                                               | commune nouvelle (avec communes déléguées)                     | 23 décembre 2014 (Arrêté)                            | 1er janvier 2015                   |
| Couvains                            | Couvains                                               | fusion simple                                                  | 25 octobre 2001 (Arrêté)                             | 1er janvier 2002                   |
| Couvains                            | Marnefer                                               | fusion simple                                                  | 25 octobre 2001 (Arrêté)                             | 1er janvier 2002                   |
| Bagnoles-de-l'Orne                  | Tessé-la-Madeleine                                     | fusion simple                                                  | 8 décembre 1999 (Arrêté)                             | 1er janvier 2000                   |
| Bagnoles-de-l'Orne                  | Bagnoles-de-l'Orne                                     | fusion simple                                                  | 8 décembre 1999 (Arrêté)                             | 1er janvier 2000                   |
| Putanges-Pont-Écrepin               | Putanges                                               | fusion                                                         | 8 octobre 1965 (Arrêté)                              | 12 octobre 1965                    |
| Putanges-Pont-Écrepin               | Pont-Écrepin                                           | fusion                                                         | 8 octobre 1965 (Arrêté)                              | 12 octobre 1965                    |
| Giel-Courteilles                    | Giel                                                   | fusion                                                         | 20 février 1965 (Arrêté)                             | 27 février 1965                    |
| Giel-Courteilles                    | Courteilles                                            | fusion                                                         | 20 février 1965 (Arrêté)                             | 27 février 1965                    |
| Bazoches-sur-Hoëne                  | Bazoches-sur-Hoëne                                     | fusion                                                         | 13 février 1965 (Arrêté)                             | 27 février 1965                    |
| Bazoches-sur-Hoëne                  | Courtoulin                                             | fusion                                                         | 13 février 1965 (Arrêté)                             | 27 février 1965                    |
| Saint-Michel-Tubœuf                 | Saint-Michel-la-Forêt                                  | fusion                                                         | 5 février 1965 (Arrêté) 11 février 1965 (Arrêté)     | 27 février 1965                    |
| Saint-Michel-Tubœuf                 | Tubœuf                                                 | fusion                                                         | 5 février 1965 (Arrêté) 11 février 1965 (Arrêté)     | 27 février 1965                    |
| Les Aspres                          | Notre-Dame-d'Aspres                                    | fusion                                                         | 3 septembre 1959 (Arrêté)                            | 1er octobre 1959                   |
| Les Aspres                          | Saint-Martin-d'Aspres                                  | fusion                                                         | 3 septembre 1959 (Arrêté)                            | 1er octobre 1959                   |
| Colonard-Corubert                   | Colonard-le-Buisson                                    | fusion                                                         | 2 mars 1959 (Arrêté)                                 | 28 mars 1959                       |
| Colonard-Corubert                   | Corubert                                               | fusion                                                         | 2 mars 1959 (Arrêté)                                 | 28 mars 1959                       |
| Sainte-Gauburge-Sainte-Colombe      | Sainte-Gauburge                                        | fusion                                                         | 6 janvier 1864 (Décret)                              | 6 janvier 1864 (Décret)            |
| Sainte-Gauburge-Sainte-Colombe      | Sainte-Colombe-sur-Risle                               | fusion                                                         | 6 janvier 1864 (Décret)                              | 6 janvier 1864 (Décret)            |
| Domfront                            | Domfront                                               | fusion                                                         | 14 décembre 1863 (Décret)                            | 14 décembre 1863 (Décret)          |
| Domfront                            | Saint-Front                                            | fusion                                                         | 14 décembre 1863 (Décret)                            | 14 décembre 1863 (Décret)          |
| Montreuil-la-Cambe                  | Montreuil-la-Motte                                     | fusion                                                         | 23 janvier 1858 (Décret)                             | 23 janvier 1858 (Décret)           |
| Montreuil-la-Cambe                  | La Cambe                                               | fusion                                                         | 23 janvier 1858 (Décret)                             | 23 janvier 1858 (Décret)           |
| Le Pas-Saint-l'Homer                | Le Pas-Saint-l'Homer                                   | fusion                                                         | 17 juin 1846 (Loi)                                   | 17 juin 1846 (Loi)                 |
| Le Pas-Saint-l'Homer                | Saint-Jean-des-Meurgers (une partie)                   | fusion                                                         | 17 juin 1846 (Loi)                                   | 17 juin 1846 (Loi)                 |
| Meaucé (département d'Eure-et-Loir) | Meaucé                                                 | fusion                                                         | 17 juin 1846 (Loi)                                   | 17 juin 1846 (Loi)                 |
| Meaucé (département d'Eure-et-Loir) | Saint-Jean-des-Meurgers (une partie)                   | fusion                                                         | 17 juin 1846 (Loi)                                   | 17 juin 1846 (Loi)                 |
| Saint-Michel-la-Forêt               | Saint-Michel-la-Forêt                                  | fusion                                                         | 16 mai 1845 (Ordonnance)                             | 16 mai 1845 (Ordonnance)           |
| Saint-Michel-la-Forêt               | Buat (une partie)                                      | fusion                                                         | 16 mai 1845 (Ordonnance)                             | 16 mai 1845 (Ordonnance)           |
| Saint-Ouen-sur-Iton                 | Saint-Ouen-sur-Iton                                    | fusion                                                         | 16 mai 1845 (Ordonnance)                             | 16 mai 1845 (Ordonnance)           |
| Saint-Ouen-sur-Iton                 | Buat (une partie)                                      | fusion                                                         | 16 mai 1845 (Ordonnance)                             | 16 mai 1845 (Ordonnance)           |
| Essay                               | Essay                                                  | fusion                                                         | 7 septembre 1840 (Ordonnance)                        | 7 septembre 1840 (Ordonnance)      |
| Essay                               | Échuffley                                              | fusion                                                         | 7 septembre 1840 (Ordonnance)                        | 7 septembre 1840 (Ordonnance)      |
| Le Renouard                         | Le Renouard                                            | fusion                                                         | 7 septembre 1840 (Ordonnance)                        | 7 septembre 1840 (Ordonnance)      |
| Le Renouard                         | Ménil-Imbert                                           | fusion                                                         | 7 septembre 1840 (Ordonnance)                        | 7 septembre 1840 (Ordonnance)      |
| Heugon                              | Heugon                                                 | fusion                                                         | 6 juillet 1840 (Loi)                                 | 6 juillet 1840 (Loi)               |
| Heugon                              | Le Douet-Arthus                                        | fusion                                                         | 6 juillet 1840 (Loi)                                 | 6 juillet 1840 (Loi)               |
| Nocé                                | Nocé                                                   | fusion                                                         | 24 juin 1840 (Ordonnance)                            | 24 juin 1840 (Ordonnance)          |
| Nocé                                | Saint-Quentin-le-Petit                                 | fusion                                                         | 24 juin 1840 (Ordonnance)                            | 24 juin 1840 (Ordonnance)          |
| Couvains                            | Couvains                                               | fusion                                                         | 7 avril 1840 (Ordonnance)                            | 7 avril 1840 (Ordonnance)          |
| Couvains                            | Soccanes                                               | fusion                                                         | 7 avril 1840 (Ordonnance)                            | 7 avril 1840 (Ordonnance)          |
| Planches                            | Planches                                               | fusion                                                         | 7 avril 1840 (Ordonnance)                            | 7 avril 1840 (Ordonnance)          |
| Planches                            | Saint-Wandrille                                        | fusion                                                         | 7 avril 1840 (Ordonnance)                            | 7 avril 1840 (Ordonnance)          |
| Batilly                             | Batilly                                                | fusion                                                         | 21 octobre 1839 (Ordonnance)                         | 21 octobre 1839 (Ordonnance)       |
| Batilly                             | Ménil-Glaise (une partie)                              | fusion                                                         | 21 octobre 1839 (Ordonnance)                         | 21 octobre 1839 (Ordonnance)       |
| Serans                              | Serans                                                 | fusion                                                         | 21 octobre 1839 (Ordonnance)                         | 21 octobre 1839 (Ordonnance)       |
| Serans                              | Ménil-Glaise (une partie)                              | fusion                                                         | 21 octobre 1839 (Ordonnance)                         | 21 octobre 1839 (Ordonnance)       |
| Ménil-Hubert-en-Exmes               | Ménil-Hubert-en-Exmes                                  | fusion                                                         | 21 octobre 1839 (Ordonnance)                         | 21 octobre 1839 (Ordonnance)       |
| Ménil-Hubert-en-Exmes               | Les Atelles                                            | fusion                                                         | 21 octobre 1839 (Ordonnance)                         | 21 octobre 1839 (Ordonnance)       |
| Neuvy-au-Houlme                     | Neuvy-au-Houlme                                        | fusion                                                         | 21 octobre 1839 (Ordonnance)                         | 21 octobre 1839 (Ordonnance)       |
| Neuvy-au-Houlme                     | Fresnai-le-Buffard                                     | fusion                                                         | 21 octobre 1839 (Ordonnance)                         | 21 octobre 1839 (Ordonnance)       |
| Saint-Pierre-des-Loges              | Saint-Pierre-des-Loges                                 | fusion                                                         | 21 octobre 1839 (Ordonnance)                         | 21 octobre 1839 (Ordonnance)       |
| Saint-Pierre-des-Loges              | Échauménil                                             | fusion                                                         | 21 octobre 1839 (Ordonnance)                         | 21 octobre 1839 (Ordonnance)       |
| Beaufai                             | Beaufai                                                | fusion                                                         | 5 août 1839 (Ordonnance)                             | 5 août 1839 (Ordonnance)           |
| Beaufai                             | Livet                                                  | fusion                                                         | 5 août 1839 (Ordonnance)                             | 5 août 1839 (Ordonnance)           |
| Guêprei                             | Guêprei                                                | fusion                                                         | 5 août 1839 (Ordonnance)                             | 5 août 1839 (Ordonnance)           |
| Guêprei                             | La Poterie-des-Vignats                                 | fusion                                                         | 5 août 1839 (Ordonnance)                             | 5 août 1839 (Ordonnance)           |
| Monnai                              | Monnai                                                 | fusion                                                         | 5 août 1839 (Ordonnance)                             | 5 août 1839 (Ordonnance)           |
| Monnai                              | Ternant                                                | fusion                                                         | 5 août 1839 (Ordonnance)                             | 5 août 1839 (Ordonnance)           |
| Semallé                             | Semallé                                                | fusion                                                         | 5 août 1839 (Ordonnance)                             | 5 août 1839 (Ordonnance)           |
| Semallé                             | Congé (une partie)                                     | fusion                                                         | 5 août 1839 (Ordonnance)                             | 5 août 1839 (Ordonnance)           |
| Valframbert                         | Valframbert                                            | fusion                                                         | 5 août 1839 (Ordonnance)                             | 5 août 1839 (Ordonnance)           |
| Valframbert                         | Congé (une partie)                                     | fusion                                                         | 5 août 1839 (Ordonnance)                             | 5 août 1839 (Ordonnance)           |
| Montgaroult                         | Montgaroult                                            | fusion                                                         | 20 mai 1839 (Ordonnance)                             | 20 mai 1839 (Ordonnance)           |
| Montgaroult                         | Vaux-le-Bardoult                                       | fusion                                                         | 20 mai 1839 (Ordonnance)                             | 20 mai 1839 (Ordonnance)           |
| Occagnes                            | Occagnes                                               | fusion                                                         | 20 mai 1839 (Ordonnance)                             | 20 mai 1839 (Ordonnance)           |
| Occagnes                            | Cui                                                    | fusion                                                         | 20 mai 1839 (Ordonnance)                             | 20 mai 1839 (Ordonnance)           |
| Occagnes                            | Pommainville                                           | fusion                                                         | 20 mai 1839 (Ordonnance)                             | 20 mai 1839 (Ordonnance)           |
| Saint-Nicolas-de-Sommaire           | Saint-Nicolas-de-Sommaire                              | fusion                                                         | 20 mai 1839 (Ordonnance)                             | 20 mai 1839 (Ordonnance)           |
| Saint-Nicolas-de-Sommaire           | Saint-Michel-de-Sommaire                               | fusion                                                         | 20 mai 1839 (Ordonnance)                             | 20 mai 1839 (Ordonnance)           |
| Saint-Nicolas-de-Sommaire           | Saint-Pierre-de-Sommaire                               | fusion                                                         | 20 mai 1839 (Ordonnance)                             | 20 mai 1839 (Ordonnance)           |
| Belfonds                            | Belfonds                                               | fusion                                                         | 9 avril 1839 (Ordonnance)                            | 9 avril 1839 (Ordonnance)          |
| Belfonds                            | Clérai                                                 | fusion                                                         | 9 avril 1839 (Ordonnance)                            | 9 avril 1839 (Ordonnance)          |
| Saint-Gervais-du-Perron             | Saint-Gervais-du-Perron                                | fusion                                                         | 8 mars 1839 (Ordonnance)                             | 8 mars 1839 (Ordonnance)           |
| Saint-Gervais-du-Perron             | Saint-Laurent-de-Beauménil                             | fusion                                                         | 8 mars 1839 (Ordonnance)                             | 8 mars 1839 (Ordonnance)           |
| Saint-Ouen-sur-Iton                 | Saint-Ouen-sur-Iton                                    | fusion                                                         | 18 mars 1836 (Ordonnance)                            | 18 mars 1836 (Ordonnance)          |
| Saint-Ouen-sur-Iton                 | Saint-Aubin-sur-Iton                                   | fusion                                                         | 18 mars 1836 (Ordonnance)                            | 18 mars 1836 (Ordonnance)          |
| Céaucé                              | Céaucé (département de l'Orne)                         | fusion                                                         | 5 août 1832 (Ordonnance)                             | 5 août 1832 (Ordonnance)           |
| Céaucé                              | Céaucé (département de la Mayenne)                     | fusion                                                         | 5 août 1832 (Ordonnance)                             | 5 août 1832 (Ordonnance)           |
| La Chapelle-Moche                   | La Chapelle-Moche (département de l'Orne)              | fusion                                                         | 5 août 1832 (Ordonnance)                             | 5 août 1832 (Ordonnance)           |
| La Chapelle-Moche                   | La Chapelle-Moche (département de la Mayenne)          | fusion                                                         | 5 août 1832 (Ordonnance)                             | 5 août 1832 (Ordonnance)           |
| Saint-Fraimbault-sur-Pisse          | Saint-Fraimbault-sur-Pisse (département de l'Orne)     | fusion                                                         | 5 août 1832 (Ordonnance)                             | 5 août 1832 (Ordonnance)           |
| Saint-Fraimbault-sur-Pisse          | Saint-Fraimbault-sur-Pisse (département de la Mayenne) | fusion                                                         | 5 août 1832 (Ordonnance)                             | 5 août 1832 (Ordonnance)           |
| Saint-Denis-de-Villenette           | Saint-Denis-de-Villenette                              | fusion                                                         | 5 août 1832 (Ordonnance)                             | 5 août 1832 (Ordonnance)           |
| Saint-Denis-de-Villenette           | Étrigé (une partie)                                    | fusion                                                         | 5 août 1832 (Ordonnance)                             | 5 août 1832 (Ordonnance)           |
| Sept-Forges                         | Sept-Forges                                            | fusion                                                         | 5 août 1832 (Ordonnance)                             | 5 août 1832 (Ordonnance)           |
| Sept-Forges                         | Étrigé (une partie)                                    | fusion                                                         | 5 août 1832 (Ordonnance)                             | 5 août 1832 (Ordonnance)           |
| Vimoutiers                          | Vimoutiers                                             | fusion                                                         | 21 mars 1830 (Ordonnance)                            | 21 mars 1830 (Ordonnance)          |
| Vimoutiers                          | Pont-de-Vie                                            | fusion                                                         | 21 mars 1830 (Ordonnance)                            | 21 mars 1830 (Ordonnance)          |
| Madré (département de la Mayenne)   | Madré (département de la Mayenne)                      | fusion                                                         | 21 juillet 1824 (Loi)                                | 21 juillet 1824 (Loi)              |
| Madré (département de la Mayenne)   | Madré (département de l'Orne)                          | fusion                                                         | 21 juillet 1824 (Loi)                                | 21 juillet 1824 (Loi)              |
| Saint-Denis-de-Villenette           | Saint-Denis-de-Villenette (département de l'Orne)      | fusion                                                         | 21 juillet 1824 (Loi)                                | 21 juillet 1824 (Loi)              |
| Saint-Denis-de-Villenette           | Saint-Denis-de-Villenette (département de la Mayenne)  | fusion                                                         | 21 juillet 1824 (Loi)                                | 21 juillet 1824 (Loi)              |
| Commeaux                            | Commeaux                                               | fusion                                                         | 7 janvier 1824 (Ordonnance)                          | 7 janvier 1824 (Ordonnance)        |
| Commeaux                            | Brévaux                                                | fusion                                                         | 7 janvier 1824 (Ordonnance)                          | 7 janvier 1824 (Ordonnance)        |
| Beaulieu                            | Beaulieu                                               | fusion                                                         | 30 juillet 1823 (Ordonnance)                         | 30 juillet 1823 (Ordonnance)       |
| Beaulieu                            | La Trinité-sur-Avre                                    | fusion                                                         | 30 juillet 1823 (Ordonnance)                         | 30 juillet 1823 (Ordonnance)       |
| Colonard                            | Colonard                                               | fusion                                                         | 30 juillet 1823 (Ordonnance)                         | 30 juillet 1823 (Ordonnance)       |
| Colonard                            | Courthioust                                            | fusion                                                         | 30 juillet 1823 (Ordonnance)                         | 30 juillet 1823 (Ordonnance)       |
| Moulins-la-Marche                   | Moulins-la-Marche                                      | fusion                                                         | 30 juillet 1823 (Ordonnance)                         | 30 juillet 1823 (Ordonnance)       |
| Moulins-la-Marche                   | Courdevêque                                            | fusion                                                         | 30 juillet 1823 (Ordonnance)                         | 30 juillet 1823 (Ordonnance)       |
| Moulins-la-Marche                   | Ronxou                                                 | fusion                                                         | 30 juillet 1823 (Ordonnance)                         | 30 juillet 1823 (Ordonnance)       |
| Moussonvilliers                     | Moussonvilliers                                        | fusion                                                         | 30 juillet 1823 (Ordonnance)                         | 30 juillet 1823 (Ordonnance)       |
| Moussonvilliers                     | La Béhardière                                          | fusion                                                         | 30 juillet 1823 (Ordonnance)                         | 30 juillet 1823 (Ordonnance)       |
| Saint-Hilaire-lès-Mortagne          | Saint-Hilaire-lès-Mortagne                             | fusion                                                         | 30 juillet 1823 (Ordonnance)                         | 30 juillet 1823 (Ordonnance)       |
| Saint-Hilaire-lès-Mortagne          | Nully                                                  | fusion                                                         | 30 juillet 1823 (Ordonnance)                         | 30 juillet 1823 (Ordonnance)       |
| Saint-Hilaire-lès-Mortagne          | Saint-Sulpice-de-Nully                                 | fusion                                                         | 30 juillet 1823 (Ordonnance)                         | 30 juillet 1823 (Ordonnance)       |
| Vitrai-sous-Laigle                  | Vitrai-sous-Laigle                                     | fusion                                                         | 30 juillet 1823 (Ordonnance)                         | 30 juillet 1823 (Ordonnance)       |
| Vitrai-sous-Laigle                  | Saint-Martin-des-Prés                                  | fusion                                                         | 30 juillet 1823 (Ordonnance)                         | 30 juillet 1823 (Ordonnance)       |
| Gacé                                | Gacé                                                   | fusion                                                         | 1er mai 1822 (Ordonnance)                            | 1er mai 1822 (Ordonnance)          |
| Gacé                                | La Chapelle-Montgenou                                  | fusion                                                         | 1er mai 1822 (Ordonnance)                            | 1er mai 1822 (Ordonnance)          |
| Survie                              | Survie                                                 | fusion                                                         | 22 avril 1822 (Ordonnance)                           | 22 avril 1822 (Ordonnance)         |
| Survie                              | Belhôtel                                               | fusion                                                         | 22 avril 1822 (Ordonnance)                           | 22 avril 1822 (Ordonnance)         |
| Survie                              | Sainte-Croix-du-Ménil-Gonfroi                          | fusion                                                         | 22 avril 1822 (Ordonnance)                           | 22 avril 1822 (Ordonnance)         |
| Almenêches                          | Almenêches                                             | fusion                                                         | 20 mars 1822 (Ordonnance)                            | 20 mars 1822 (Ordonnance)          |
| Almenêches                          | Saint-Hippolyte                                        | fusion                                                         | 20 mars 1822 (Ordonnance)                            | 20 mars 1822 (Ordonnance)          |
| Batilly                             | Batilly                                                | fusion                                                         | 20 mars 1822 (Ordonnance)                            | 20 mars 1822 (Ordonnance)          |
| Batilly                             | Bernay                                                 | fusion                                                         | 20 mars 1822 (Ordonnance)                            | 20 mars 1822 (Ordonnance)          |
| Batilly                             | Treize-Saints                                          | fusion                                                         | 20 mars 1822 (Ordonnance)                            | 20 mars 1822 (Ordonnance)          |
| Belfonds                            | Belfonds                                               | fusion                                                         | 20 mars 1822 (Ordonnance)                            | 20 mars 1822 (Ordonnance)          |
| Belfonds                            | Condé-le-Butor                                         | fusion                                                         | 20 mars 1822 (Ordonnance)                            | 20 mars 1822 (Ordonnance)          |
| Saint-Germain-d'Aunay               | Saint-Germain-d'Aunay                                  | fusion                                                         | 13 février 1822 (Ordonnance)                         | 13 février 1822 (Ordonnance)       |
| Saint-Germain-d'Aunay               | Notre-Dame-d'Aunay                                     | fusion                                                         | 13 février 1822 (Ordonnance)                         | 13 février 1822 (Ordonnance)       |
| Ménil-Gondouin                      | Ménil-Gondouin                                         | fusion                                                         | 30 janvier 1822 (Ordonnance)                         | 30 janvier 1822 (Ordonnance)       |
| Ménil-Gondouin                      | Le Sacq                                                | fusion                                                         | 30 janvier 1822 (Ordonnance)                         | 30 janvier 1822 (Ordonnance)       |
| Ménil-Gondouin                      | Sainte-Honorine-la-Petite                              | fusion                                                         | 30 janvier 1822 (Ordonnance)                         | 30 janvier 1822 (Ordonnance)       |
| Aubry-le-Panthou                    | Aubry-le-Panthou                                       | fusion                                                         | 23 janvier 1822 (Ordonnance)                         | 23 janvier 1822 (Ordonnance)       |
| Aubry-le-Panthou                    | Saint-Denis-des-Ifs                                    | fusion                                                         | 23 janvier 1822 (Ordonnance)                         | 23 janvier 1822 (Ordonnance)       |
| Chênedouit                          | Chênedouit                                             | fusion                                                         | 23 janvier 1822 (Ordonnance)                         | 23 janvier 1822 (Ordonnance)       |
| Chênedouit                          | Méguillaume                                            | fusion                                                         | 23 janvier 1822 (Ordonnance)                         | 23 janvier 1822 (Ordonnance)       |
| Chênedouit                          | Le Repas                                               | fusion                                                         | 23 janvier 1822 (Ordonnance)                         | 23 janvier 1822 (Ordonnance)       |
| Médavy                              | Médavy                                                 | fusion                                                         | 23 janvier 1822 (Ordonnance)                         | 23 janvier 1822 (Ordonnance)       |
| Médavy                              | Le Repos                                               | fusion                                                         | 23 janvier 1822 (Ordonnance)                         | 23 janvier 1822 (Ordonnance)       |
| Le Merlerault                       | Le Merlerault                                          | fusion                                                         | 23 janvier 1822 (Ordonnance)                         | 23 janvier 1822 (Ordonnance)       |
| Le Merlerault                       | Montmarcé                                              | fusion                                                         | 23 janvier 1822 (Ordonnance)                         | 23 janvier 1822 (Ordonnance)       |
| Le Pin-au-Haras                     | Le Pin-au-Haras                                        | fusion                                                         | 23 janvier 1822 (Ordonnance)                         | 23 janvier 1822 (Ordonnance)       |
| Le Pin-au-Haras                     | Chagny                                                 | fusion                                                         | 23 janvier 1822 (Ordonnance)                         | 23 janvier 1822 (Ordonnance)       |
| Le Pin-au-Haras                     | Courgeron                                              | fusion                                                         | 23 janvier 1822 (Ordonnance)                         | 23 janvier 1822 (Ordonnance)       |
| Le Pin-au-Haras                     | Vieux-Urou                                             | fusion                                                         | 23 janvier 1822 (Ordonnance)                         | 23 janvier 1822 (Ordonnance)       |
| Saint-Gervais-des-Sablons           | Saint-Gervais-des-Sablons                              | fusion                                                         | 23 janvier 1822 (Ordonnance)                         | 23 janvier 1822 (Ordonnance)       |
| Saint-Gervais-des-Sablons           | Fouquerand                                             | fusion                                                         | 23 janvier 1822 (Ordonnance)                         | 23 janvier 1822 (Ordonnance)       |
| Saint-Gervais-des-Sablons           | Quatre-Favrils                                         | fusion                                                         | 23 janvier 1822 (Ordonnance)                         | 23 janvier 1822 (Ordonnance)       |
| Courménil                           | Courménil                                              | fusion                                                         | 3 janvier 1822 (Ordonnance)                          | 3 janvier 1822 (Ordonnance)        |
| Courménil                           | Malnoyer                                               | fusion                                                         | 3 janvier 1822 (Ordonnance)                          | 3 janvier 1822 (Ordonnance)        |
| Le Sap                              | Le Sap                                                 | fusion                                                         | 3 janvier 1822 (Ordonnance)                          | 3 janvier 1822 (Ordonnance)        |
| Le Sap                              | Le Sap-Mêle                                            | fusion                                                         | 3 janvier 1822 (Ordonnance)                          | 3 janvier 1822 (Ordonnance)        |
| Saint-Léonard-des-Parcs             | Saint-Léonard-des-Parcs                                | fusion                                                         | 7 novembre 1821 (Ordonnance)                         | 7 novembre 1821 (Ordonnance)       |
| Saint-Léonard-des-Parcs             | Sainte-Colombe-la-Petite                               | fusion                                                         | 7 novembre 1821 (Ordonnance)                         | 7 novembre 1821 (Ordonnance)       |
| Saint-Nicolas-des-Bois              | Saint-Nicolas-des-Bois                                 | fusion                                                         | 24 octobre 1821 (Ordonnance)                         | 24 octobre 1821 (Ordonnance)       |
| Saint-Nicolas-des-Bois              | Le Froust                                              | fusion                                                         | 24 octobre 1821 (Ordonnance)                         | 24 octobre 1821 (Ordonnance)       |
| Avernes-sous-Exmes                  | Avernes-sous-Exmes                                     | fusion                                                         | 3 octobre 1821 (Ordonnance)                          | 3 octobre 1821 (Ordonnance)        |
| Avernes-sous-Exmes                  | Grébert                                                | fusion                                                         | 3 octobre 1821 (Ordonnance)                          | 3 octobre 1821 (Ordonnance)        |
| Cisai-Saint-Aubin                   | Cisai-Saint-Aubin                                      | fusion                                                         | 3 octobre 1821 (Ordonnance)                          | 3 octobre 1821 (Ordonnance)        |
| Cisai-Saint-Aubin                   | Pomont                                                 | fusion                                                         | 3 octobre 1821 (Ordonnance)                          | 3 octobre 1821 (Ordonnance)        |
| Coudehard                           | Coudehard                                              | fusion                                                         | 3 octobre 1821 (Ordonnance)                          | 3 octobre 1821 (Ordonnance)        |
| Coudehard                           | Saint-Léger-des-Arassis                                | fusion                                                         | 3 octobre 1821 (Ordonnance)                          | 3 octobre 1821 (Ordonnance)        |
| La Fresnaye-au-Sauvage              | La Fresnaye-au-Sauvage                                 | fusion                                                         | 3 octobre 1821 (Ordonnance)                          | 3 octobre 1821 (Ordonnance)        |
| La Fresnaye-au-Sauvage              | Saint-Malo                                             | fusion                                                         | 3 octobre 1821 (Ordonnance)                          | 3 octobre 1821 (Ordonnance)        |
| Mardilly                            | Mardilly                                               | fusion                                                         | 3 octobre 1821 (Ordonnance)                          | 3 octobre 1821 (Ordonnance)        |
| Mardilly                            | Grandval                                               | fusion                                                         | 3 octobre 1821 (Ordonnance)                          | 3 octobre 1821 (Ordonnance)        |
| Écouché                             | Écouché                                                | fusion                                                         | 26 septembre 1821 (Ordonnance)                       | 26 septembre 1821 (Ordonnance)     |
| Écouché                             | Méheudin                                               | fusion                                                         | 26 septembre 1821 (Ordonnance)                       | 26 septembre 1821 (Ordonnance)     |
| Moulins-sur-Orne                    | Moulins-sur-Orne                                       | fusion                                                         | 26 septembre 1821 (Ordonnance)                       | 26 septembre 1821 (Ordonnance)     |
| Moulins-sur-Orne                    | Cuigny                                                 | fusion                                                         | 26 septembre 1821 (Ordonnance)                       | 26 septembre 1821 (Ordonnance)     |
| La Trinité-des-Laitiers             | La Trinité-des-Laitiers                                | fusion                                                         | 26 septembre 1821 (Ordonnance)                       | 26 septembre 1821 (Ordonnance)     |
| La Trinité-des-Laitiers             | Le Noyer-Ménard                                        | fusion                                                         | 26 septembre 1821 (Ordonnance)                       | 26 septembre 1821 (Ordonnance)     |
| Villedieu-lès-Bailleul              | Villedieu-lès-Bailleul                                 | fusion                                                         | 26 septembre 1821 (Ordonnance)                       | 26 septembre 1821 (Ordonnance)     |
| Villedieu-lès-Bailleul              | Tertu                                                  | fusion                                                         | 26 septembre 1821 (Ordonnance)                       | 26 septembre 1821 (Ordonnance)     |
| Saint-André-de-Briouze              | Saint-André-de-Briouze                                 | fusion                                                         | 21 septembre 1821 (Ordonnance)                       | 21 septembre 1821 (Ordonnance)     |
| Saint-André-de-Briouze              | Saint-Denis-de-Briouze                                 | fusion                                                         | 21 septembre 1821 (Ordonnance)                       | 21 septembre 1821 (Ordonnance)     |
| Avernes-Saint-Gourgon               | Avernes-Saint-Gourgon                                  | fusion                                                         | 12 septembre 1821 (Ordonnance)                       | 12 septembre 1821 (Ordonnance)     |
| Avernes-Saint-Gourgon               | Saint-Cyr-d'Estrancourt                                | fusion                                                         | 12 septembre 1821 (Ordonnance)                       | 12 septembre 1821 (Ordonnance)     |
| Le Bourg-Saint-Léonard              | Le Bourg-Saint-Léonard                                 | fusion                                                         | 12 septembre 1821 (Ordonnance)                       | 12 septembre 1821 (Ordonnance)     |
| Le Bourg-Saint-Léonard              | Fougy                                                  | fusion                                                         | 12 septembre 1821 (Ordonnance)                       | 12 septembre 1821 (Ordonnance)     |
| Craménil                            | Craménil                                               | fusion                                                         | 12 septembre 1821 (Ordonnance)                       | 12 septembre 1821 (Ordonnance)     |
| Craménil                            | Chênesec                                               | fusion                                                         | 12 septembre 1821 (Ordonnance)                       | 12 septembre 1821 (Ordonnance)     |
| Ginai                               | Ginai                                                  | fusion                                                         | 12 septembre 1821 (Ordonnance)                       | 12 septembre 1821 (Ordonnance)     |
| Ginai                               | La Briquetière                                         | fusion                                                         | 12 septembre 1821 (Ordonnance)                       | 12 septembre 1821 (Ordonnance)     |
| Villebadin                          | Villebadin                                             | fusion                                                         | 12 septembre 1821 (Ordonnance)                       | 12 septembre 1821 (Ordonnance)     |
| Villebadin                          | Argentelles                                            | fusion                                                         | 12 septembre 1821 (Ordonnance)                       | 12 septembre 1821 (Ordonnance)     |
| Villebadin                          | Barges                                                 | fusion                                                         | 12 septembre 1821 (Ordonnance)                       | 12 septembre 1821 (Ordonnance)     |
| Villebadin                          | Champobert                                             | fusion                                                         | 12 septembre 1821 (Ordonnance)                       | 12 septembre 1821 (Ordonnance)     |
| Les Yveteaux                        | Les Yveteaux                                           | fusion                                                         | 12 septembre 1821 (Ordonnance)                       | 12 septembre 1821 (Ordonnance)     |
| Les Yveteaux                        | Les Authieux-au-Houlme                                 | fusion                                                         | 12 septembre 1821 (Ordonnance)                       | 12 septembre 1821 (Ordonnance)     |
| Chailloué                           | Chailloué                                              | fusion                                                         | 20 février 1821 (Ordonnance)                         | 20 février 1821 (Ordonnance)       |
| Chailloué                           | Surdon                                                 | fusion                                                         | 20 février 1821 (Ordonnance)                         | 20 février 1821 (Ordonnance)       |
| La Lande-de-Goult                   | La Lande-de-Goult                                      | fusion                                                         | 20 février 1821 (Ordonnance)                         | 20 février 1821 (Ordonnance)       |
| La Lande-de-Goult                   | Goult                                                  | fusion                                                         | 20 février 1821 (Ordonnance)                         | 20 février 1821 (Ordonnance)       |
| Neuville-près-Sées                  | Neuville-près-Sées                                     | fusion                                                         | 20 février 1821 (Ordonnance)                         | 20 février 1821 (Ordonnance)       |
| Neuville-près-Sées                  | Montrond                                               | fusion                                                         | 20 février 1821 (Ordonnance)                         | 20 février 1821 (Ordonnance)       |
| Brullemail                          | Brullemail                                             | fusion                                                         | 31 janvier 1821 (Ordonnance)                         | 31 janvier 1821 (Ordonnance)       |
| Brullemail                          | La Mussoire                                            | fusion                                                         | 31 janvier 1821 (Ordonnance)                         | 31 janvier 1821 (Ordonnance)       |
| Macé                                | Macé                                                   | fusion                                                         | 31 janvier 1821 (Ordonnance)                         | 31 janvier 1821 (Ordonnance)       |
| Macé                                | Saint-Léger-de-la-Haye                                 | fusion                                                         | 31 janvier 1821 (Ordonnance)                         | 31 janvier 1821 (Ordonnance)       |
| Vingt-Hanaps                        | Vingt-Hanaps                                           | fusion                                                         | 19 octobre 1820 (Ordonnance)                         | 19 octobre 1820 (Ordonnance)       |
| Vingt-Hanaps                        | Les Feugerets                                          | fusion                                                         | 19 octobre 1820 (Ordonnance)                         | 19 octobre 1820 (Ordonnance)       |
| Saint-Langis-lès-Mortagne           | Saint-Langis-lès-Mortagne                              | fusion                                                         | 20 octobre 1819 (Ordonnance)                         | 20 octobre 1819 (Ordonnance)       |
| Saint-Langis-lès-Mortagne           | Théval                                                 | fusion                                                         | 20 octobre 1819 (Ordonnance)                         | 20 octobre 1819 (Ordonnance)       |
| Saint-Ouen-de-Sécherouvre           | Saint-Ouen-de-Sécherouvre                              | fusion                                                         | 20 octobre 1819 (Ordonnance)                         | 20 octobre 1819 (Ordonnance)       |
| Saint-Ouen-de-Sécherouvre           | Saint-Marc-de-Coulonges                                | fusion                                                         | 20 octobre 1819 (Ordonnance)                         | 20 octobre 1819 (Ordonnance)       |
| Lignères                            | Lignères                                               | fusion                                                         | 22 octobre 1817 (Ordonnance)                         | 22 octobre 1817 (Ordonnance)       |
| Lignères                            | Notre-Dame-du-Tilleul                                  | fusion                                                         | 22 octobre 1817 (Ordonnance)                         | 22 octobre 1817 (Ordonnance)       |
| Igé                                 | Igé                                                    | fusion                                                         | 10 septembre 1817 (Ordonnance)                       | 10 septembre 1817 (Ordonnance)     |
| Igé                                 | Marcilly                                               | fusion                                                         | 10 septembre 1817 (Ordonnance)                       | 10 septembre 1817 (Ordonnance)     |
| La Genevraie                        | La Genevraie                                           | fusion                                                         | 19 mars 1817 (Ordonnance)                            | 19 mars 1817 (Ordonnance)          |
| La Genevraie                        | Les Carnettes                                          | fusion                                                         | 19 mars 1817 (Ordonnance)                            | 19 mars 1817 (Ordonnance)          |
| La Genevraie                        | Talonnei                                               | fusion                                                         | 19 mars 1817 (Ordonnance)                            | 19 mars 1817 (Ordonnance)          |
| Saint-Aubin-de-Courteraie           | Saint-Aubin-de-Courteraie                              | fusion                                                         | 11 septembre 1816 (Ordonnance)                       | 11 septembre 1816 (Ordonnance)     |
| Saint-Aubin-de-Courteraie           | Saint-Étienne-sur-Sarthe                               | fusion                                                         | 11 septembre 1816 (Ordonnance)                       | 11 septembre 1816 (Ordonnance)     |
| Rônai                               | Rônai                                                  | fusion                                                         | 1816                                                 | 1816                               |
| Rônai                               | Pierrefitte                                            | fusion                                                         | 1816                                                 | 1816                               |
| Saint-Maurice-lès-Charencey         | Saint-Maurice-lès-Charencey                            | fusion                                                         | 27 janvier 1815 (Ordonnance)                         | 27 janvier 1815 (Ordonnance)       |
| Saint-Maurice-lès-Charencey         | Charencey                                              | fusion                                                         | 27 janvier 1815 (Ordonnance)                         | 27 janvier 1815 (Ordonnance)       |
| Omméel                              | Omméel                                                 | fusion                                                         | 6 janvier 1814 (Décret)                              | 6 janvier 1814 (Décret)            |
| Omméel                              | Avenelles                                              | fusion                                                         | 6 janvier 1814 (Décret)                              | 6 janvier 1814 (Décret)            |
| Écorches                            | Écorches                                               | fusion                                                         | 19 octobre 1813 (Décret)                             | 19 octobre 1813 (Décret)           |
| Écorches                            | Ligneries ou Les Lignerits                             | fusion                                                         | 19 octobre 1813 (Décret)                             | 19 octobre 1813 (Décret)           |
| Écorches                            | Varri ou Varry                                         | fusion                                                         | 19 octobre 1813 (Décret)                             | 19 octobre 1813 (Décret)           |
| La Cochère                          | La Cochère                                             | fusion                                                         | 31 janvier 1813 (Décret)                             | 31 janvier 1813 (Décret)           |
| La Cochère                          | La Roche-de-Nonant                                     | fusion                                                         | 31 janvier 1813 (Décret)                             | 31 janvier 1813 (Décret)           |
| Aubry-en-Exmes                      | Aubry-en-Exmes                                         | fusion                                                         | 28 mai 1812 (Décret)                                 | 28 mai 1812 (Décret)               |
| Aubry-en-Exmes                      | Bonménil                                               | fusion                                                         | 28 mai 1812 (Décret)                                 | 28 mai 1812 (Décret)               |
| Aubry-en-Exmes                      | Sainte-Eugénie                                         | fusion                                                         | 28 mai 1812 (Décret)                                 | 28 mai 1812 (Décret)               |
| Dame-Marie                          | Dame-Marie                                             | fusion                                                         | 17 avril 1812 (Décret)                               | 17 avril 1812 (Décret)             |
| Dame-Marie                          | Saint-Martin-du-Douet                                  | fusion                                                         | 17 avril 1812 (Décret)                               | 17 avril 1812 (Décret)             |
| Ménil-Hubert-sur-Orne               | Ménil-Hubert-sur-Orne                                  | fusion                                                         | 22 février 1812 (Décret)                             | 22 février 1812 (Décret)           |
| Ménil-Hubert-sur-Orne               | Rouvrou                                                | fusion                                                         | 22 février 1812 (Décret)                             | 22 février 1812 (Décret)           |
| Saint-Cyr-la-Rosière                | Saint-Cyr-la-Rosière                                   | fusion                                                         | 8 février 1812 (Décret)                              | 8 février 1812 (Décret)            |
| Saint-Cyr-la-Rosière                | Sainte-Gauburge-de-la-Coudre                           | fusion                                                         | 8 février 1812 (Décret)                              | 8 février 1812 (Décret)            |
| Bazoches-au-Houlme                  | Bazoches-au-Houlme                                     | fusion                                                         | 6 février 1812 (Décret)                              | 6 février 1812 (Décret)            |
| Bazoches-au-Houlme                  | La Chapelle-Monvoisin                                  | fusion                                                         | 6 février 1812 (Décret)                              | 6 février 1812 (Décret)            |
| Bazoches-au-Houlme                  | Saint-Pavin                                            | fusion                                                         | 6 février 1812 (Décret)                              | 6 février 1812 (Décret)            |
| L'Hôme-Chamondot                    | L'Hôme-Chamondot                                       | fusion                                                         | 27 janvier 1812 (Décret)                             | 27 janvier 1812 (Décret)           |
| L'Hôme-Chamondot                    | Brotz                                                  | fusion                                                         | 27 janvier 1812 (Décret)                             | 27 janvier 1812 (Décret)           |
| Colonard                            | Colonard                                               | fusion                                                         | 21 janvier 1812 (Décret)                             | 21 janvier 1812 (Décret)           |
| Colonard                            | Saint-Hilaire-des-Noyers                               | fusion                                                         | 21 janvier 1812 (Décret)                             | 21 janvier 1812 (Décret)           |
| Exmes                               | Exmes                                                  | fusion                                                         | 22 décembre 1811 (Décret)                            | 22 décembre 1811 (Décret)          |
| Exmes                               | Chauffour                                              | fusion                                                         | 22 décembre 1811 (Décret)                            | 22 décembre 1811 (Décret)          |
| Exmes                               | Saint-Arnoult-en-Exmes                                 | fusion                                                         | 22 décembre 1811 (Décret)                            | 22 décembre 1811 (Décret)          |
| Aunou-sur-Orne                      | Aunou-sur-Orne                                         | fusion                                                         | 9 septembre 1811 (Décret)                            | 9 septembre 1811 (Décret)          |
| Aunou-sur-Orne                      | Saint-Cénéri-près-Sées                                 | fusion                                                         | 9 septembre 1811 (Décret)                            | 9 septembre 1811 (Décret)          |
| Essay                               | Essay                                                  | fusion                                                         | 20 juillet 1811 (Décret)                             | 20 juillet 1811 (Décret)           |
| Essay                               | Montperroux                                            | fusion                                                         | 20 juillet 1811 (Décret)                             | 20 juillet 1811 (Décret)           |
| Courtomer                           | Courtomer                                              | fusion                                                         | 14 juillet 1811 (Décret)                             | 14 juillet 1811 (Décret)           |
| Courtomer                           | Saint-Lomer                                            | fusion                                                         | 14 juillet 1811 (Décret)                             | 14 juillet 1811 (Décret)           |
| Ménil-Erreux                        | Ménil-Erreux                                           | fusion                                                         | 25 mai 1811 (Décret)                                 | 25 mai 1811 (Décret)               |
| Ménil-Erreux                        | Vandes                                                 | fusion                                                         | 25 mai 1811 (Décret)                                 | 25 mai 1811 (Décret)               |
| Saint-Martin-de-Pontchardon         | Saint-Martin-de-Pontchardon                            | fusion                                                         | 25 mai 1811 (Décret)                                 | 25 mai 1811 (Décret)               |
| Saint-Martin-de-Pontchardon         | Saint-Georges-de-Pontchardon                           | fusion                                                         | 25 mai 1811 (Décret)                                 | 25 mai 1811 (Décret)               |
| Mortrée                             | Mortrée                                                | fusion                                                         | 24 juillet 1794 (6 thermidor an 2)                   | 24 juillet 1794 (6 thermidor an 2) |
| Mortrée                             | Bray                                                   | fusion                                                         | 24 juillet 1794 (6 thermidor an 2)                   | 24 juillet 1794 (6 thermidor an 2) |
| Mortrée                             | Marigny                                                | fusion                                                         | 24 juillet 1794 (6 thermidor an 2)                   | 24 juillet 1794 (6 thermidor an 2) |
| Alençon                             | Alençon                                                | fusion                                                         | 1790-1794                                            | 1790-1794                          |
| Alençon                             | Courteilles                                            | fusion                                                         | 1790-1794                                            | 1790-1794                          |
| Alençon                             | Montsort                                               | fusion                                                         | 1790-1794                                            | 1790-1794                          |
| Anceins                             | Anceins                                                | fusion                                                         | 1790-1794                                            | 1790-1794                          |
| Anceins                             | Notre-Dame-des-Prés                                    | fusion                                                         | 1790-1794                                            | 1790-1794                          |
| Argentan                            | Argentan                                               | fusion                                                         | 1790-1794                                            | 1790-1794                          |
| Argentan                            | Coulandon                                              | fusion                                                         | 1790-1794                                            | 1790-1794                          |
| Argentan                            | Mauvaisville                                           | fusion                                                         | 1790-1794                                            | 1790-1794                          |
| Aubry-le-Panthou                    | Aubry-le-Panthou                                       | fusion                                                         | 1790-1794                                            | 1790-1794                          |
| Aubry-le-Panthou                    | Osmond                                                 | fusion                                                         | 1790-1794                                            | 1790-1794                          |
| Cisai-Saint-Aubin                   | Cisai                                                  | fusion                                                         | 1790-1794 (avant 1806),                              | 1790-1794 (avant 1806),            |
| Cisai-Saint-Aubin                   | Saint-Aubin-sur-Cisai                                  | fusion                                                         | 1790-1794 (avant 1806),                              | 1790-1794 (avant 1806),            |
| Randonnai                           | Randonnai                                              | fusion                                                         | 1790-1794                                            | 1790-1794                          |
| Randonnai                           | Contrebis                                              | fusion                                                         | 1790-1794                                            | 1790-1794                          |
| Urou-et-Crennes                     | Urou                                                   | fusion                                                         | 1790-1794                                            | 1790-1794                          |
| Urou-et-Crennes                     | Crennes                                                | fusion                                                         | 1790-1794                                            | 1790-1794                          |

## Créations et rétablissements
| Nom de la commune créée        | Commune affectée              | Mode de création | Date (et nature) de la décision |
| ------------------------------ | ----------------------------- | ---------------- | ------------------------------- |
| Bagnoles-de-l'Orne             | Couterne                      | Démembrement     | 28 juin 1913 (Loi)              |
| Bagnoles-de-l'Orne             | La Ferté-Macé                 | Démembrement     | 28 juin 1913 (Loi)              |
| Bagnoles-de-l'Orne             | Tessé-la-Madeleine            | Démembrement     | 28 juin 1913 (Loi)              |
| Perrou                         | Lucé                          | Démembrement     | 5 juillet 1886 (Loi)            |
| Le Gué-de-la-Chaîne            | Saint-Martin-du-Vieux-Bellême | Démembrement     | 29 juillet 1872 (Décret)        |
| Sainte-Marguerite-de-Carrouges | Carrouges                     | Démembrement     | 13 juin 1866 (Loi)              |
| Saint-Paul                     | La Lande-Patry                | Démembrement     | 23 avril 1853 (Loi)             |
| Saint-Michel-des-Andaines      | Tessé-la Madeleine            | Démembrement     | 23 juin 1840 (Loi)              |
| Saint-Michel-des-Andaines      | La Ferté-Macé                 | Démembrement     | 23 juin 1840 (Loi)              |
| Saint-Michel-des-Andaines      | Juvigny                       | Démembrement     | 23 juin 1840 (Loi)              |
| Saint-Michel-des-Andaines      | Saint-Maurice                 | Démembrement     | 23 juin 1840 (Loi)              |
| Saint-Michel-des-Andaines      | La Sauvagère                  | Démembrement     | 23 juin 1840 (Loi)              |
| Tessé-la-Madeleine             | Tessé-Froulay                 | Démembrement     | 1808                            |

## Modifications de nom officiel
| Ancien nom                                     | Nouveau nom             | Date (et nature) de la décision                                              |
| ---------------------------------------------- | ----------------------- | ---------------------------------------------------------------------------- |
| Monceaux                                       | Monceaux-au-Perche      | 5 août 1992 (Décret)                                                         |
| Damigni                                        | Damigny                 | 21 juin 1988 (Décret)                                                        |
| La Ménière                                     | La Mesnière             | 1er janvier 1985 (Date d'effet) (Commission de révision du nom des communes) |
| Cerisi-Belle-Étoile                            | Cerisy-Belle-Étoile     | 1er janvier 1982 (Date d'effet) (Commission de révision du nom des communes) |
| Préaux                                         | Préaux-du-Perche        | 10 mars 1971 (Décret)                                                        |
| Athis                                          | Athis-de-l'Orne         | 9 février 1968 (Décret)                                                      |
| Mauves                                         | Mauves-sur-Huisne       | 30 avril 1966 (Décret)                                                       |
| Saint-Fraimbault-sur-Pisse                     | Saint-Fraimbault        | 10 mai 1962 (Décret)                                                         |
| La Chapelle-Moche                              | La Chapelle-d'Andaine   | 10 novembre 1961 (Décret)                                                    |
| Laigle                                         | L'Aigle                 | 19 juin 1961 (Décret)                                                        |
| Montilly                                       | Montilly-sur-Noireau    | 18 mars 1936 (Décret)                                                        |
| Colonard                                       | Colonard-le-Buisson     | 20 février 1932 (Décret)                                                     |
| Louvières                                      | Louvières-en-Auge       | 31 octobre 1930 (Décret)                                                     |
| Longny                                         | Longny-au-Perche        | 7 juillet 1926 (Décret)                                                      |
| Mortagne-sur-Huisne                            | Mortagne-au-Perche      | 22 novembre 1923 (Décret)                                                    |
| Saint-Hilaire-lès-Mortagne                     | Saint-Hilaire-le-Châtel | 3 juillet 1922 (Décret)                                                      |
| Nonant                                         | Nonant-le-Pin           | 7 septembre 1891 (Décret)                                                    |
| Saint-Martin-de-Pontchardon                    | Pontchardon             | 3 août 1886 (Décret)                                                         |
| Mille-Savates                                  | Notre-Dame-du-Rocher    | 25 mars 1878 (Décret)                                                        |
| Passais                                        | Passais-la-Conception   | 12 juin 1856 (Décret)                                                        |
| Vaucé                                          | Saint-Siméon            | 15 février 1836 (Ordonnance)                                                 |
| Tessé-la-Madeleine (département de la Mayenne) | Tessé-Froulay           | 5 août 1832 (Ordonnance)                                                     |
| Saint-Gervais-de-Messey                        | Messei                  | 1828                                                                         |

## Modifications des limites communales
Le plus souvent, les modifications des limites communales décidées par arrêtés préfectoraux ne sont pas répertoriées dans le Journal officiel ni dans le Bulletin officiel.
| La commune de ...                                 | ... cède du territoire à la commune de ...        | précisions                                                                       | Date (et nature) de la décision                |
| ------------------------------------------------- | ------------------------------------------------- | -------------------------------------------------------------------------------- | ---------------------------------------------- |
| Saint-Sulpice-sur-Rille                           | L'Aigle                                           | 317 habitants                                                                    | 14 novembre 1969 (Arrêté)                      |
| Saint-Pierre-du-Regard                            | Condé-sur-Noireau (département du Calvados)       | Zone industrielle 23 habitants                                                   | 2 décembre 1968 (Décret)                       |
| Flers La Lande-Patry                              | La Lande-Patry Flers                              |                                                                                  | 3 avril 1968 (Arrêté)                          |
| Flers Saint-Georges-des-Groseillers               | Saint-Georges-des-Groseillers Flers               |                                                                                  | 21 mars 1966 (Arrêté)                          |
| L'Aigle Saint-Ouen-sur-Iton                       | Saint-Ouen-sur-Iton L'Aigle                       |                                                                                  | 30 décembre 1965 (Arrêté)                      |
| Sérigny                                           | Bellême                                           |                                                                                  | 26 janvier 1963 (Arrêté)                       |
| Saint-Martin-du-Vieux-Bellême                     | Bellême                                           | 1 habitant                                                                       | 26 janvier 1963 (Arrêté)                       |
| Flers La Lande-Patry                              | La Lande-Patry Flers                              |                                                                                  | 23 décembre 1960 (Arrêté)                      |
| Bagnoles-de-l'Orne Tessé-la-Madeleine             | Tessé-la-Madeleine Bagnoles-de-l'Orne             |                                                                                  | 3 août 1959 (Arrêté) 2 septembre 1959 (Arrêté) |
| Argentan                                          | Urou-et-Crennes                                   | Superficie de 1 ha 56 a 80 ca                                                    | 18 mars 1958 (Arrêté)                          |
| Urou-et-Crennes                                   | Argentan                                          | Superficie de 1 ha 56 a 80 ca                                                    | 18 mars 1958 (Arrêté)                          |
| Les Ventes-de-Bourse                              | Ménil-Broût                                       | Village de la Prise                                                              | 16 août 1955 (Décret)                          |
| Le Mêle-sur-Sarthe Coulonges-sur-Sarthe           | Coulonges-sur-Sarthe Le Mêle-sur-Sarthe           |                                                                                  | 5 mai 1950 (Arrêté)                            |
| Gandelain                                         | Saint-Denis-sur-Sarthon                           | Section du Pont                                                                  | 5 juillet 1931 (Décret)                        |
| Saint-Cornier-des-Landes                          | Yvrandes                                          |                                                                                  | 21 août 1891 (Décret)                          |
| Le Grais                                          | Saint-Maurice-du-Désert                           | Limite fixée au ruisseau de la Petitière                                         | 3 janvier 1881 (Loi)                           |
| Silly-en-Gouffern                                 | Almenêches                                        | Section du Hamel du Bois                                                         | 24 avril 1858 (Loi)                            |
| Macé                                              | Château-d'Almenèches                              |                                                                                  | 16 mars 1857 (Loi)                             |
| Saint-Clair-de-Halouze                            | La Chapelle-Biche                                 |                                                                                  | 10 janvier 1850 (Loi)                          |
| Saint-Clair-de-Halouze                            | La Chapelle-au-Moine                              |                                                                                  | 10 janvier 1850 (Loi)                          |
| Meaucé (département d'Eure-et-Loir)               | Le Pas-Saint-l'Homer                              |                                                                                  | 17 juin 1846 (Loi)                             |
| Saint-Sulpice-sur-Rille                           | L'Aigle                                           |                                                                                  | 9 juillet 1845 (Loi)                           |
| Escorches                                         | Champeaux                                         |                                                                                  | 22 mai 1840 (Loi)                              |
| Mortain (département de la Manche)                | Lonlay-l'Abbaye ?                                 | Forêt de la Lande Pourrie                                                        | 29 mai 1834 (Loi)                              |
| Geneslay                                          | Rennes-en-Grenouilles (département de la Mayenne) | Rive gauche de la Mayenne                                                        | 30 mars 1831 (Loi) 5 août 1832 (Ordonnance)    |
| Loré                                              | Melleray (département de la Mayenne)              | Rive gauche de la Mayenne                                                        | 30 mars 1831 (Loi) 5 août 1832 (Ordonnance)    |
| Hallaine                                          | Tubœuf (département de la Mayenne)                | Rive gauche de la Mayenne                                                        | 30 mars 1831 (Loi) 5 août 1832 (Ordonnance)    |
| Contres-en-Verrais (département de la Sarthe)     | Pouvray                                           |                                                                                  | 28 mars 1832 (Loi)                             |
| Fay                                               | Planches                                          | Partie du village de Ménil-Gautier                                               | 26 mars 1829 (Loi)                             |
| Saint-Patrice Lapallu (département de la Mayenne) | Lapallu (département de la Mayenne) Saint-Patrice | Forêt de la Motte Fouquet. Limite fixée par le chemin de Villiers à Saint-Ursins | 8 février 1805 (Décret) (17 ventôse an 13)     |